# Discografia de The Cranberries
A discografia da banda irlandesa The Cranberries, formada em 1989, consiste em oito álbuns de estúdio, seis compilações, vinte e quatro singles, sete álbuns de vídeo, vinte e um vídeoclipes e sete Extended Plays (EPs).
A banda The Cranberries alcançou a fama internacional com seu álbum de estreia Everybody Else Is Doing It, So Why Not Can We?, que se tornou um sucesso comercial e recebeu o certificado de Platina na Austrália, 2 Platinas na Grã-Bretanha e 5 Platinas nos EUA. O seu álbum de estúdio seguinte, No Need to Argue, deu à banda o single Zombie e foi seu álbum de estúdio mais vendido. A banda conseguiu um álbum como o número um no UK Albums Chart (Everybody Else Is Doing It, So Why Not Can We?), e dois singles como número um no gráfico Rock Tracks ("Zombie") e ("Salvation"). O álbum Roses foi lançado em 27 de fevereiro de 2012, sendo seu primeiro em mais de dez anos. Um novo álbum, Something Else, cobrindo músicas anteriores junto com a Irish Chamber Orchestra, foi lançado em 28 de abril de 2017, pela BMG, tendo recebido as mais positivas referências pela crítica musical. A vocalista Dolores O'Riordan estava envolvida em novas sessões de estúdio em Londres, quando faleceu, em janeiro de 2018. A banda lançou seu álbum de despedida póstumo, In The End, em 26 de abril de 2019.

## Álbuns de estúdio
| Ano  | Título | Posição | Posição | Posição | Posição | Posição | Posição | Posição | Posição | Posição | Posição | Posição | Posição | Posição | Posição | Posição | Posição | Certificações (Vendas)                         |
| Ano  | Título | AUS     | AUT     | CAN     | FIN     | FRA     | ALE     | ITA     | HOL     | NZ      | NOR     | SUE     | SUI     | UK      | US      | FLA     | WAL     | Certificações (Vendas)                         |
| ---- | --- | ------- | ------- | ------- | ------- | ------- | ------- | ------- | ------- | ------- | ------- | ------- | ------- | ------- | ------- | ------- | ------- | ---------------------------------------------- |
| 1993 | Everybody Else Is Doing It, So Why Can't We? - Lançamento: 1 de Março de 1993 - Gravadora: Island Records - Formato: CD, CS, LP | 16      | —       | —       | —       | 146     | 18      | —       | —       | 9       | —       | 24      | -       | 1       | 18      | —       | —       | UK: Platina US: 5× Platina CAN: Platina        |
| 1994 | No Need to Argue - Lançamento: 3 de Outubro de 1994 - Gravadora: Island Records - Formato: CD, CS, LP                           | 1       | 1       | 3       | —       | 89      | 1       | 3       | 2       | 1       | 3       | 1       | 2       | 2       | 6       | 2       | 1       | RU: 3× Platina EUA: 7× Platina CAN: 5× Platina |
| 1996 | To the Faithful Departed - Lançamento: 29 de Abril de 1996 - Gravadora: Island Records - Formato: CD, LP                        | 1       | 5       | 5       | 2       | 5       | 2       | 2       | 3       | 1       | 3       | 1       | 3       | 2       | 4       | 4       | 1       | RU: Ouro EUA: 2× Platina CAN: 3× Platina       |
| 1999 | Bury the Hatchet - Lançamento: 19 de Abril de 1999 - Gravadora: Island Records - Formato: CD, LP                                | 11      | 2       | 1       | 4       | 2       | 1       | 2       | 9       | 6       | 4       | 4       | 1       | 7       | 13      | 11      | 7       | RU: Prata EUA: Ouro CAN: Platina               |
| 2001 | Wake Up and Smell the Coffee - Lançamento: 22 de Outubro de 2001 - Gravadora: MCA - Formato: CD, LP                             | 85      | 17      | 8       | 2       | 2       | 7       | 2       | 24      | —       | 16      | 27      | 6       | 61      | 46      | 49      | 7       | CAN: Ouro                                      |
| 2012 | Roses - Lançamento: 27 de Fevereiro de 2012 - Gravadora: Cooking Vinyl - Formato: CD, LP                                        |         |         |         |         |         |         |         |         |         |         |         |         |         |         |         |         |                                                |
| 2017 | Something Else - Lançamento: 28 de Abril de 2017 - Gravadora: BMG - Formato: CD, Digital                                        |         |         |         |         |         |         |         |         |         |         |         |         |         |         |         |         |                                                |
| 2019 | In The End - Lançamento: 26 de Abril de 2019 - Gravadora: BMG - Formato: CD, Digital, LP                                        |         |         |         |         |         |         |         |         |         |         |         |         |         |         |         |         |                                                |

## Compilações
| Ano  | Título | Posição | Posição | Posição | Posição | Posição | Posição | Posição | Posição | Posição | Posição | Posição | Posição |
| Ano  | Título | AUT     | ESP     | ALE     | ITA     | HOL     | NZ      | NOR     | SUE     | SUI     | UK      | FLA     | WAL     |
| ---- | --- | ------- | ------- | ------- | ------- | ------- | ------- | ------- | ------- | ------- | ------- | ------- | ------- |
| 2002 | Treasure Box - The Complete Sessions 1991-1999 - Lançamento: 2 de abril de 2002 - Gravadora: Island Records - Formato: CD, LP                                                                                       | —       | —       | —       | —       | —       | —       | —       | —       | —       | —       | —       | —       |
| 2002 | Stars - The Best of 1992-2002 - Lançamento: 16 de setembro de 2002 - Gravadora: Island Records - Formato: CD, LP | 16      | 52      | 23      | 3       | 31      | 18      | 6       | 37      | 4       | 20      | 11      | 3       |
| 2005 | 20th Century Masters - The Millennium Collection: The Best of The Cranberries The Millennium Collection: The Best of The Cranberries - Lançamento: 27 de setembro de 2005 - Gravadora: Island Records - Formato: CD | —       | —       | —       | —       | —       | —       | —       | —       | —       | —       | —       | —       |
| 2008 | Gold - Lançamento: 11 de março de 2008 - Gravadora: Island Records - Formato: CD | —       | —       | —       | —       | —       | —       | —       | —       | —       | —       | —       | —       |
| 2010 | Icon: The Cranberries - Lançamento: 31 de agosto de 2010 - Gravadora: Island Records - Formato: CD | —       | —       | —       | —       | —       | —       | 26      | —       | —       | —       | —       | —       |
| 2013 | Dreams - The Collection - Lançamento: 21 de fevereiro de 2008 - Gravadora: Spectrum - Formato: CD | 27      | —       | —       | —       | —       | —       | —       | —       | —       | —       | —       | —       |

## Extended plays
| Ano  | Título                                                                             |
| ---- | ---------------------------------------------------------------------------------- |
| 1990 | Anything - Lançamento: Janeiro de 1990 - Gravadora: Independente - Formato: CS     |
| 1990 | Water Circle - Lançamento: Agosto de 1990 - Gravadora: Xeric - Formato: CS         |
| 1990 | Nothing Left At All - Lançamento: 1990 - Gravadora: Xeric - Formato: CS            |
| 1991 | Uncertain - Lançamento: 28 de Outubro de 1991 - Gravadora: Xeric - Formato: CD, LP |
| 1994 | Zombie Live - Lançamento: 1994 - Gravadora: Island - Formato: CD                   |
| 1995 | Doors and Windows - Lançamento: 1995 - Gravadora: Island - Formato: CD-ROM         |
| 1999 | Loud and Clear - Lançamento: 1999 - Gravadora: Island - Formato: CD                |

## Singles
| Ano  | Título                            | Posição | Posição | Posição | Posição | Posição | Posição | Posição | Posição | Posição | Posição | Posição | Posição | Posição | Posição | Posição | Posição    | Posição   | Posição  | Posição | Posição | Posição | Álbum                                        |
| Ano  | Título                            | IRL     | AUS     | AUT     | CAN     | FIN     | FRA     | ALE     | ITA     | HOL     | NZ      | NOR     | SUE     | SUI     | UK      | US      | US Airplay | Main rock | Mod rock | US Rec  | FLA     | WAL     | Álbum                                        |
| ---- | --------------------------------- | ------- | ------- | ------- | ------- | ------- | ------- | ------- | ------- | ------- | ------- | ------- | ------- | ------- | ------- | ------- | ---------- | --------- | -------- | ------- | ------- | ------- | -------------------------------------------- |
| 1993 | "Linger"                          | 3       | 33      | —       | —       | —       | —       | —       | —       | —       | 38      | —       | —       | —       | 14      | 8       | 38         | —         | 4        | 2       | —       | —       | Everybody Else Is Doing It, So Why Can't We? |
| 1994 | "Dreams"                          | 9       | 30      | —       | —       | —       | —       | —       | —       | —       | —       | —       | —       | —       | 27      | 42      | 14         | —         | 15       | 14      | —       | —       | Everybody Else Is Doing It, So Why Can't We? |
| 1994 | "Zombie"                          | 3       | 1       | 2       | —       | —       | 1       | 1       | —       | 3       | 5       | 2       | 2       | 2       | 14      | —       | 22         | 32        | 1        | 24      | 1       | —       | No Need to Argue                             |
| 1994 | "Ode to My Family"                | 16      | 5       | —       | —       | —       | 4       | 29      | —       | 22      | 8       | —       | —       | —       | 26      | —       | 39         | —         | 11       | —       | —       | —       | No Need to Argue                             |
| 1995 | "I Can't Be with You"             | 21      | 30      | —       | —       | —       | 24      | —       | —       | —       | 25      | —       | —       | —       | 23      | —       | —          | —         | —        | —       | —       | —       | No Need to Argue                             |
| 1995 | "Ridiculous Thoughts"             | 23      | 60      | —       | —       | —       | —       | —       | —       | —       | 43      | —       | —       | —       | 20      | —       | —          | —         | 14       | —       | —       | —       | No Need to Argue                             |
| 1996 | "Salvation"                       | 8       | 8       | 27      | —       | 15      | 13      | 44      | —       | 36      | 7       | —       | 33      | 35      | 13      | —       | 21         | 25        | 1        | —       | 32      | 18      | To the Faithful Departed                     |
| 1996 | "Free to Decide"                  | 28      | 43      | —       | —       | —       | 43      | 94      | —       | —       | 19      | —       | 40      | —       | 33      | 22      | 22         | —         | 8        | 8       | —       | —       | To the Faithful Departed                     |
| 1997 | "When You're Gone"                | 21      | 40      | —       | 9       | —       | 26      | 94      | —       | —       | 23      | 4       | 31      | —       | —       | —       | 50         | —         | —        | 8       | —       | —       | To the Faithful Departed                     |
| 1997 | "Hollywood"                       | —       | —       | —       | —       | —       | —       | —       | —       | —       | —       | —       | —       | —       | —       | —       | —          | —         | —        | —       | —       | —       | To the Faithful Departed                     |
| 1998 | "I Just Shot John Lennon" (Promo) | —       | —       | —       | —       | —       | —       | —       | —       | —       | —       | —       | —       | —       | —       | —       | —          | —         | —        | —       | —       | —       | To the Faithful Departed                     |
| 1999 | "Promises"                        | 19      | 78      | 37      | 6       | —       | 32      | 45      | —       | 42      | 20      | 17      | 33      | 19      | 13      | —       | —          | —         | 12       | —       | —       | 21      | Bury the Hatchet                             |
| 1999 | "Animal Instinct"                 | —       | —       | —       | —       | —       | 55      | 72      | —       | 79      | —       | —       | —       | —       | 54      | —       | —          | —         | —        | —       | —       | —       | Bury the Hatchet                             |
| 1999 | "Just My Imagination"             | —       | —       | —       | —       | —       | 71      | 77      | —       | —       | —       | —       | —       | —       | —       | —       | —          | —         | —        | —       | —       | —       | Bury the Hatchet                             |
| 2000 | "You and Me"                      | —       | —       | —       | —       | —       | —       | —       | —       | —       | —       | —       | —       | —       | —       | —       | —          | —         | —        | —       | —       | —       | Bury the Hatchet                             |
| 2001 | "Analyse"                         | 28      | —       | —       | —       | —       | 57      | —       | 4       | 76      | —       | —       | —       | 43      | 89      | —       | —          | —         | —        | —       | —       | —       | Wake Up and Smell the Coffee                 |
| 2002 | "Time Is Ticking Out"             | —       | —       | —       | —       | —       | —       | —       | —       | —       | —       | —       | —       | —       | —       | —       | —          | —         | —        | —       | —       | —       | Wake Up and Smell the Coffee                 |
| 2002 | "This Is the Day"                 | —       | —       | —       | —       | —       | —       | —       | —       | —       | —       | —       | —       | —       | —       | —       | —          | —         | —        | —       | —       | —       | Wake Up and Smell the Coffee                 |
| 2002 | "Stars"                           | —       | —       | —       | —       | —       | —       | —       | —       | —       | —       | —       | —       | —       | —       | —       | —          | —         | —        | —       | —       | —       | Stars - The Best of 1992 - 2002              |
| 2011 | "Tomorrow"                        | —       | —       | —       | —       | —       | —       | —       | —       | —       | —       | —       | —       | —       | —       | —       | —          | —         | —        | —       | —       | —       | Roses                                        |
| 2017 | "Why"                             | —       | —       | —       | —       | —       | —       | —       | —       | —       | —       | —       | —       | —       | —       | —       | —          | —         | —        | —       | —       | —       | Something Else                               |
| 2017 | "Linger (versão acústica)"        | —       | —       | —       | —       | —       | —       | —       | —       | —       | —       | —       | —       | —       | —       | —       | —          | —         | —        | —       | —       | —       | Something Else                               |
| 2019 | "All Over Now"                    | —       | —       | —       | —       | —       | —       | —       | —       | —       | —       | —       | —       | —       | —       | —       | —          | —         | —        | —       | —       | —       | In The End                                   |
| 2019 | "Wake Me When It's Over"          | —       | —       | —       | —       | —       | —       | —       | —       | —       | —       | —       | —       | —       | —       | —       | —          | —         | —        | —       | —       | —       | In The End                                   |

## Videografia
| Ano  | Título                                                                                      |
| ---- | ------------------------------------------------------------------------------------------- |
| 1994 | The Cranberries Live - Gravadora: Island Records - Formato: VHS                             |
| 1995 | Doors and Windows - Gravadora: Island Records - Formato: Windows CD-Rom                     |
| 2001 | Beneath The Skin - Live In Paris - Gravadora: Island Records - Formato: DVD, VHS            |
| 2002 | Beneath The Skin - Live In Paris - 2 - Gravadora: Island Records - Formato: DVD             |
| 2002 | Stars - The Best of 1992 - 2002 - Gravadora: Island Records - Formato: DVD                  |
| 2005 | Live (Reedição) - Gravadora: Island Records - Formato: DVD                                  |
| 2005 | 20th Century Masters Collection: The Cranberries - Gravadora: Island Records - Formato: DVD |
| 2007 | Gold Collection: The Videos - Gravadora: Universal - Formato: DVD                           |

## Videoclipes
| Ano  | Titulo                   | Realizador       |
| ---- | ------------------------ | ---------------- |
| 1991 | "Uncertain"              |                  |
| 1993 | "Linger"                 | Melodie McDaniel |
| 1994 | "Dreams"                 | Peter Scammell   |
| 1994 | "Zombie"                 | Samuel Bayer     |
| 1995 | "Ode to My Family"       | Samuel Bayer     |
| 1995 | "I Can't Be With You"    | Samuel Bayer     |
| 1995 | "Ridiculous Thoughts"    | Freckles Flynn   |
| 1996 | "Salvation"              | Olivier Dahan    |
| 1996 | "Free to Decide"         | Marty Callner    |
| 1996 | "When You're Gone"       | Karen Bellone    |
| 1999 | "Promises"               | Olivier Dahan    |
| 1999 | "Animal Instinct"        | Olivier Dahan    |
| 1999 | "Just My Imagination"    | Phil Harder      |
| 2000 | "You & Me"               | Maurice Linnane  |
| 2001 | "Analyse"                | Keir McFarlane   |
| 2002 | "Time Is Ticking Out"    | Maurice Linnane  |
| 2002 | "This Is the Day"        | Olivier Dahan    |
| 2002 | "Stars"                  | Jake Nava        |
| 2012 | "Tomorrow"               | Colin McIvor     |
| 2019 | "All Over Now"           | Dan Britt        |
| 2019 | "Wake Me When It's Over" |                  |